# 小川平二
小川 平二（おがわ へいじ、1910年〈明治43年〉1月14日 - 1993年〈平成5年〉7月16日）は、日本の政治家。内閣官房副長官（政務担当）、労働大臣（第28代）、自治大臣（第25代）、国家公安委員会委員長（第34代）、北海道開発庁長官（第39代）、文部大臣（第103代）、衆議院議員（12期）。

## 来歴・人物
鉄道大臣、司法大臣などを歴任した小川平吉の二男として、東京都に生まれる。衆議院議員を務めた小川一平は兄、日中国交回復後に初代中国大使（1973-77年）を務めた外交官小川平四郎は弟、首相宮澤喜一、外交官（駐チリ大使など）小川元は、それぞれ甥。
東京府立五中、旧制佐賀高等学校文科乙類、1933年東京帝国大学経済学部を卒業後、三菱商事入社。企画院の外郭団体東亜研究所を経て、1949年第24回衆議院議員総選挙に旧長野3区から立候補し初当選、以後当選12回。
第4次吉田内閣の経済審議政務次官を経て、保守合同後の自由民主党で池田派に所属し、第1次池田内閣で内閣官房副長官（政務担当）。1967年第2次佐藤第1次改造内閣で労働大臣として初入閣を果たす。以後1976年に福田赳夫内閣で自治大臣兼国家公安委員会委員長兼北海道開発庁長官、1981年に鈴木善幸改造内閣で文部大臣を歴任。1983年政界を引退。
出版社ぎょうせいの社長、会長も務めた。1983年春の叙勲で勲一等旭日大綬章受章。1993年7月16日死去、83歳。死没日をもって正三位に叙される。

## エピソード
旧制佐賀高等学校在学中は青地晨（後の評論家）らとともに左翼運動に関与し、一年間の停学処分を受けたことがある。国粋主義者として知られた父・平吉は激怒し「アカは家の敷居をまたがせぬ」として1年間、平二を親類に預け謹慎させた。
文相時代の1982年に歴史教科書問題が起き、中韓との外交関係を重視する首相官邸及び外務省サイドと、修正要求に応じることによる教科書検定制度の形骸化を危惧する文部省事務方との間で対応に苦慮しながら調整に務め、内閣官房長官宮澤喜一の談話で一応の事態収拾をみた。
自民党きっての中小企業問題のエキスパートとして知られ、長らく党政務調査会中小企業調査会の会長を務めた。

## 系譜

### 小川家
（長野県諏訪郡富士見町、東京都）